# Acanthocyclops cephallenus
Acanthocyclops cephallenus is een eenoogkreeftjessoort uit de familie van de Cyclopidae. De wetenschappelijke naam van de soort is voor het eerst geldig gepubliceerd in 1978 door Pesce.